# Tour de Eurométropole 2018
La 78.ª edición de la clásica ciclista Tour de Eurométropole fue una carrera en Bélgica que se celebró el 22 de septiembre de 2018 sobre un recorrido de 206 kilómetros con inicio en el municipio de La Louvière y final en el municipio de Tournai.
La carrera formó parte del UCI Europe Tour 2018, dentro de la categoría 1.HC.
La carrera fue ganada por el corredor danés Mads Pedersen del equipo Trek-Segafredo, en segundo lugar Jempy Drucker (BMC Racing Team) y en tercer lugar Oliver Naesen (AG2R La Mondiale).

## Equipos participantes
Tomaron parte en la carrera 25 equipos: 9 de categoría UCI WorldTeam; 13 de categoría Profesional Continental; 3 de categoría Continental. Formando así un pelotón de 175 ciclistas de los que acabaron 107. Los equipos participantes fueron:
| WorldTeams (9)- AG2R La Mondiale - BMC Racing Team - Bora-Hansgrohe - Groupama-FDJ - Lotto Soudal - Quick-Step Floors - Dimension Data - Lotto NL-Jumbo - Trek-Segafredo Equipos continentales profesionales (13)- Cofidis, Solutions Crédits - Delko-Marseille Provence-KTM - Direct Énergie - Euskadi Basque Country-Murias - Hagens Berman Axeon - Israel Cycling Academy - Roompot-Nederlandse Loterij - Sport Vlaanderen-Baloise - Fortuneo-Samsic - Vérandas Willems-Crelan - Vital Concept - Wanty-Groupe Gobert - WB-Aqua Protect-Veranclassic Equipos continentales (3)- AGO-Aqua Service - Roubaix Lille Métropole - SEG Racing Academy |
| |

## Clasificación final
- Las clasificaciones finalizaron de la siguiente forma:[4]

| \| Clasificación general \| Clasificación general \| Clasificación general \| Clasificación general \| Clasificación general \| \| Ciclista \| Ciclista \| Equipo \| Tiempo \| \| \| --------------------- \| --------------------------- \| ---------------------------- \| --------------------- \| --------------------- \| \| 1.º \| Mads Pedersen \| Trek-Segafredo \| 4 h 57 min 08 s \| \| \| 2.º \| Jean-Pierre Drucker \| BMC Racing Team \| + 0 s \| \| \| 3.º \| Oliver Naesen \| AG2R La Mondiale \| + 0 s \| \| \| 4.º \| Jasper Philipsen \| Hagens Berman Axeon \| + 0 s \| \| \| 5.º \| Tiesj Benoot \| Lotto-Soudal \| + 0 s \| \| \| 6.º \| Jonas Rickaert \| Sport Vlaanderen-Baloise \| + 0 s \| \| \| 7.º \| Reinardt Janse van Rensburg \| Dimension Data \| + 0 s \| \| \| 8.º \| Jan-Willem van Schip \| Roompot-Nederlandse Loterij \| + 0 s \| \| \| 9.º \| Alex Kirsch \| WB-Aqua Protect-Veranclassic \| + 0 s \| \| \| 10.º \| Jasper Stuyven \| Trek-Segafredo \| + 8 s \| \| |                             |                              |                 |
| |                             |                              |                 |
| Fuente: ProCyclingStats |                             |                              |                 |
| Clasificación general |                             |                              |                 |
| Ciclista | Ciclista                    | Equipo                       | Tiempo          |
| 1.º | Mads Pedersen               | Trek-Segafredo               | 4 h 57 min 08 s |
| 2.º | Jean-Pierre Drucker         | BMC Racing Team              | + 0 s           |
| 3.º | Oliver Naesen               | AG2R La Mondiale             | + 0 s           |
| 4.º | Jasper Philipsen            | Hagens Berman Axeon          | + 0 s           |
| 5.º | Tiesj Benoot                | Lotto-Soudal                 | + 0 s           |
| 6.º | Jonas Rickaert              | Sport Vlaanderen-Baloise     | + 0 s           |
| 7.º | Reinardt Janse van Rensburg | Dimension Data               | + 0 s           |
| 8.º | Jan-Willem van Schip        | Roompot-Nederlandse Loterij  | + 0 s           |
| 9.º | Alex Kirsch                 | WB-Aqua Protect-Veranclassic | + 0 s           |
| 10.º | Jasper Stuyven              | Trek-Segafredo               | + 8 s           |

## UCI World Ranking
El Tour de Eurométropole otorga puntos para el UCI Europe Tour 2018 y el UCI World Ranking, este último para corredores de los equipos en las categorías UCI WorldTeam, Profesional Continental y Equipos Continentales. La siguiente tabla muestra el baremo de puntuación y los 10 corredores que obtuvieron más puntos:
| Posición              | 1.º | 2.º | 3.º | 4.º | 5.º | 6.º | 7.º | 8.º | 9.º | 10.º | 11.º | 12.º | 13.º | 14.º | 15.º | 16.º-30.º | 31.º-40.º |
| Clasificación general | 200 | 150 | 125 | 100 | 85  | 70  | 60  | 50  | 40  | 35   | 30   | 25   | 20   | 15   | 10   | 5         | 3         |

| 1.º  | Mads Pedersen               | Trek-Segafredo               | 200 |
| 2.º  | Jempy Drucker               | BMC Racing Team              | 150 |
| 3.º  | Oliver Naesen               | AG2R La Mondiale             | 125 |
| 4.º  | Jasper Philipsen            | Hagens Berman Axeon          | 100 |
| 5.º  | Tiesj Benoot                | Lotto Soudal                 | 85  |
| 6.º  | Jonas Rickaert              | Sport Vlaanderen-Baloise     | 70  |
| 7.º  | Reinardt Janse van Rensburg | Dimension Data               | 60  |
| 8.º  | Jan-Willem van Schip        | Roompot-Nederlandse Loterij  | 50  |
| 9.º  | Alex Kirsch                 | WB-Aqua Protect-Veranclassic | 40  |
| 10.º | Jasper Stuyven              | Trek-Segafredo               | 35  |